# مكتبة سانت جانفيف

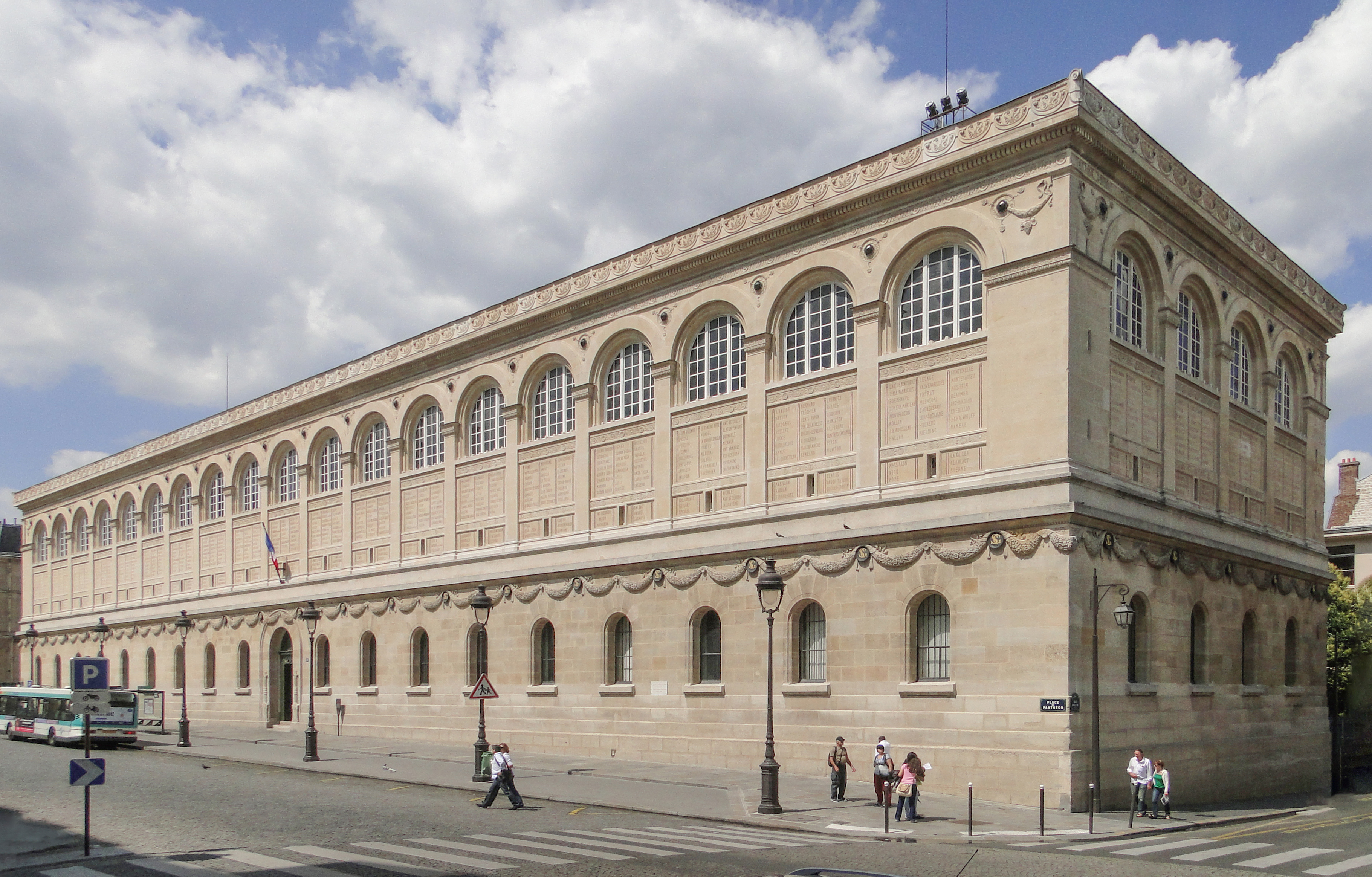
الواجهة الرئيسية للمكتبة سان جانفيف مقابل البانتيون

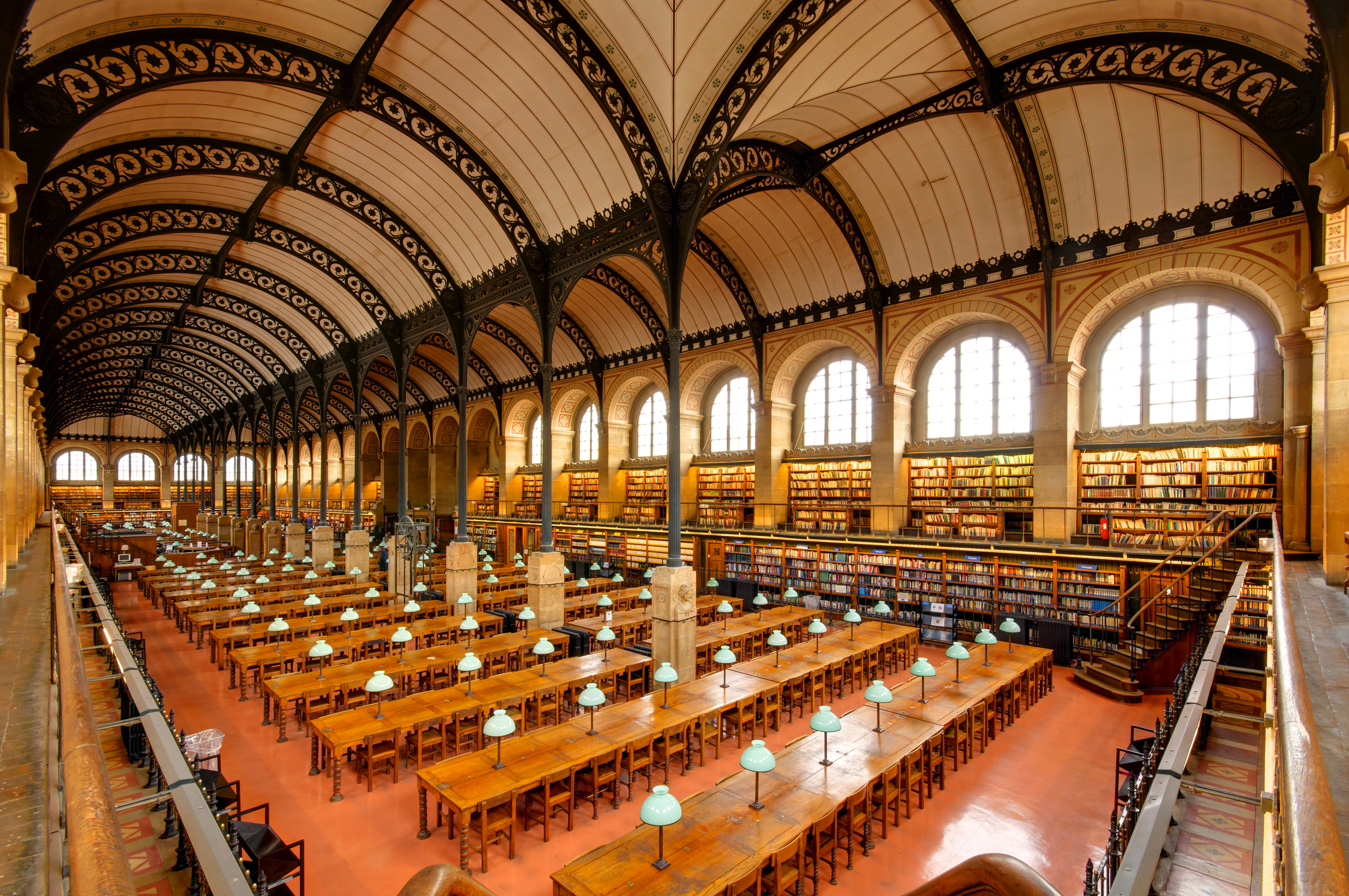
قاعة القراءة في المكتبة

مكتبة سانت جانفيف (بالفرنسية: Bibliothèque Sainte-Geneviève)‏ مكتبة فرنسية في باريس، تقع في الحي اللاتيني قرب مقبرة العظماء في الدائرة الخامسة في باريس. تحتوي المكتبة ما يقارب المليوني كتاب ووثيقة.

## التاريخ
ورثت المكتبة كتب ومحفوظات مكتبة «سانت جانفيف» التي كانت تعد ثالث أهم مكتبة في أوروبا عند تأسيسها، والتي كانت جزءاً من مدرسة هنري الرابع، وكانت تقع بالقرب من موقع المكتبة اليوم.

## العمارة

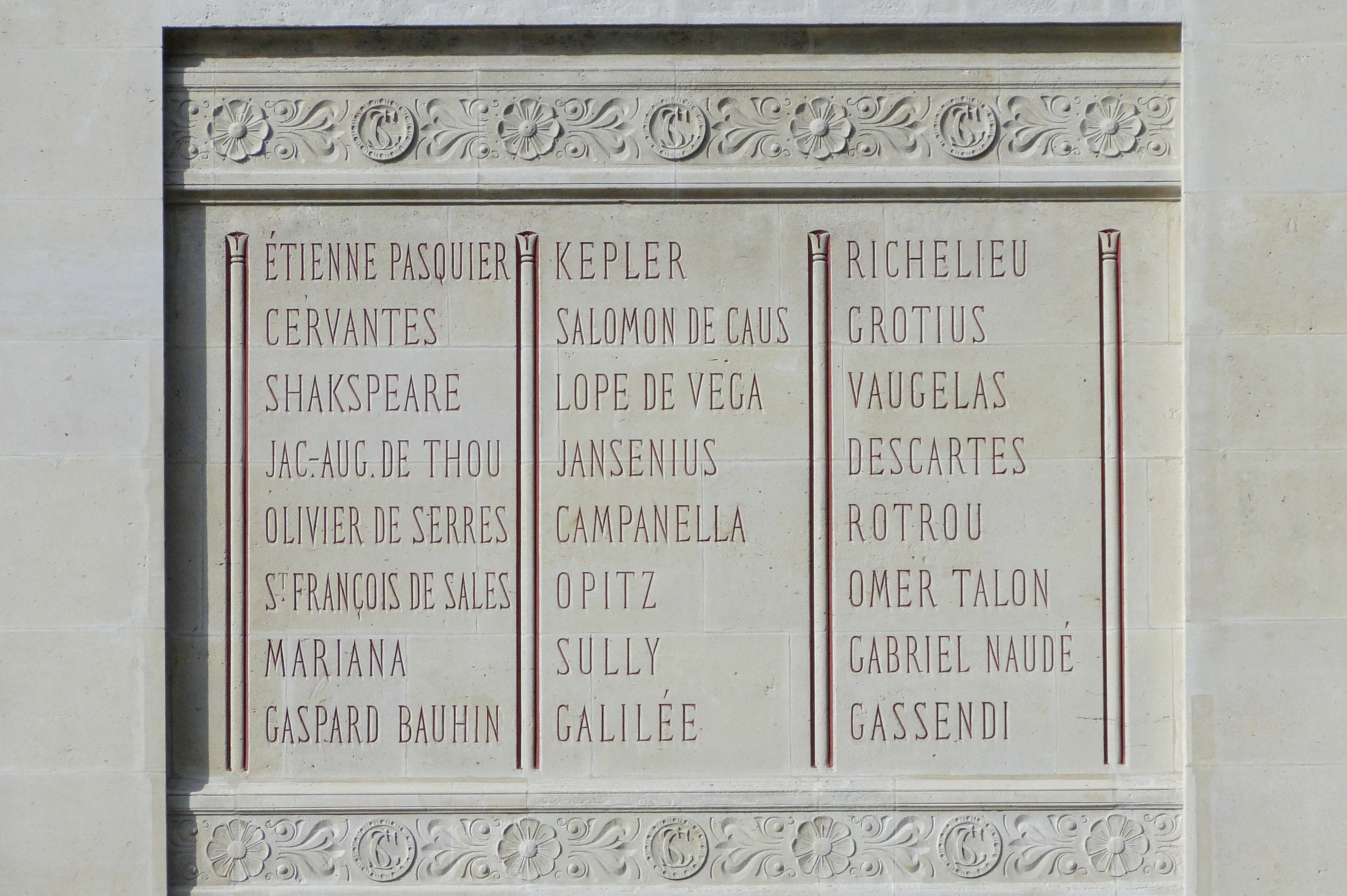
جزء من لوحة تذكارية من واجهة المكتبة وعليها أسماء بعض العظماء

أنشئت المكتبة في العام 1851 من قبل المهندس المعماري هنري لابروست. جعلت بواجهات قليلة النوافذ، لكي يحفروا على جدرانها أسماء العظماء الذين أثروا في الثقافة البشرية عند كل الشعوب، لذلك نجد أسماء شخصيات عربية بارزة محفورة فوق بابها، أبرزهم: الرسول محمد، الفارابي، الرازي، الحلاج وأسماء عربية أخرى إلى جانب نيوتن، ريشليو وعظماء غيرهم. وكأن بانيها أراد أن ينقش أسمائهم مقابل مقبرة العظماء في باريس، حيث يرقد عظماء فرنسا. كل هذه الأسماء رتبت حسب الترتيب الزمني إلى العصر الحديث. 

## المحتويات
تحتفظ المكتبة بحوالي مليوني كتاب ووثيقة.

## معرض صور

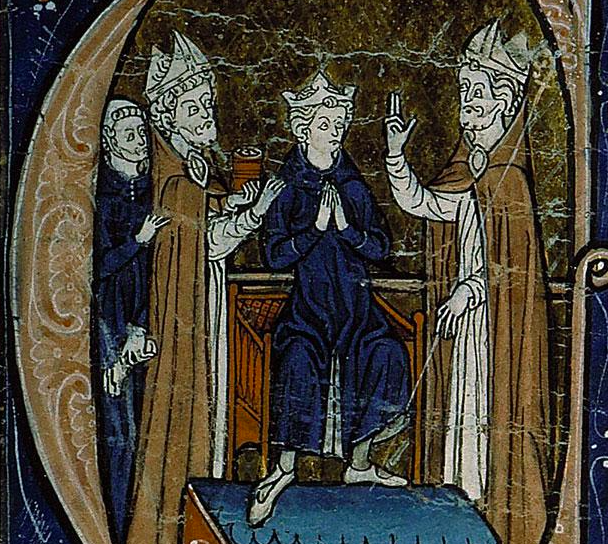
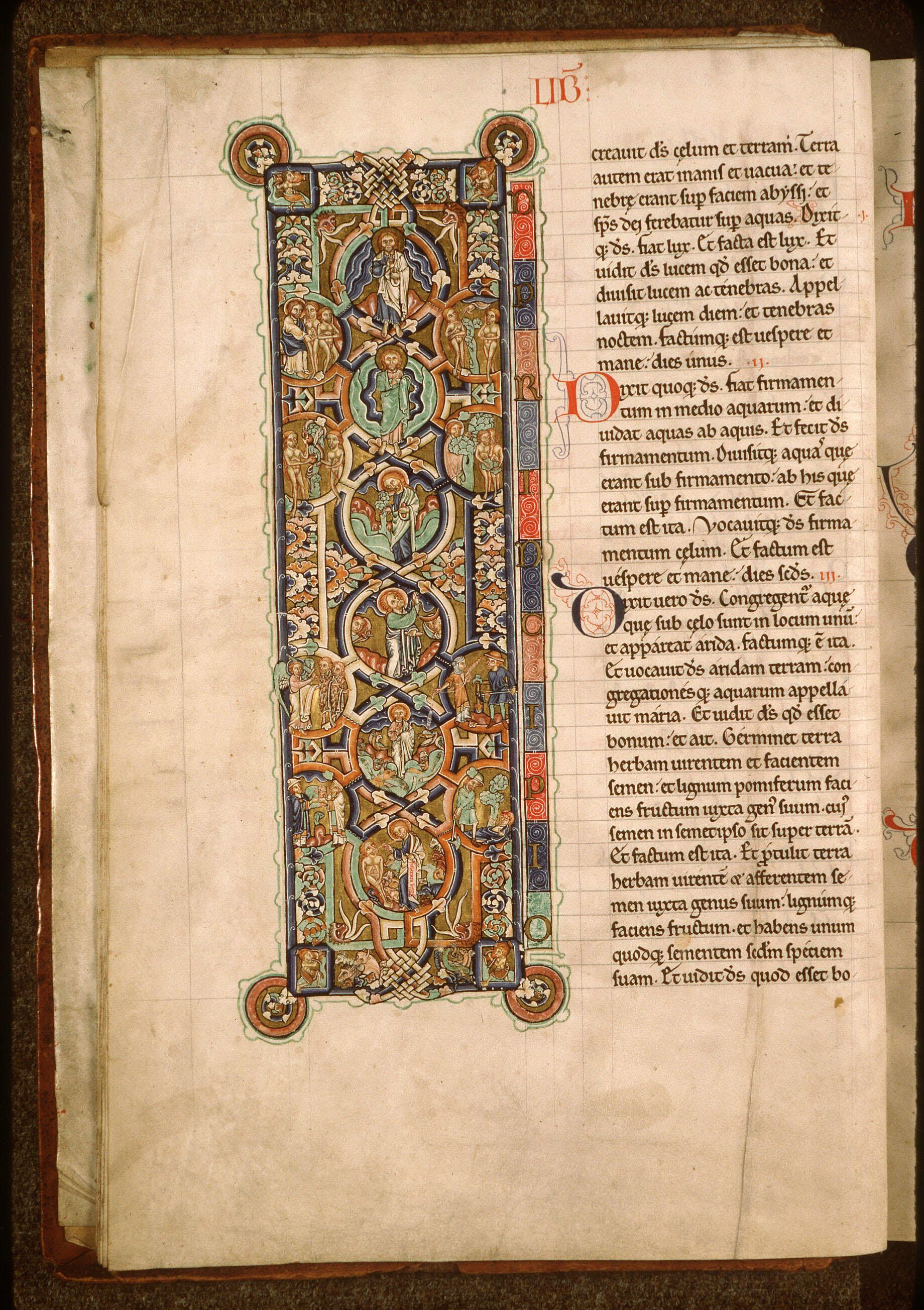
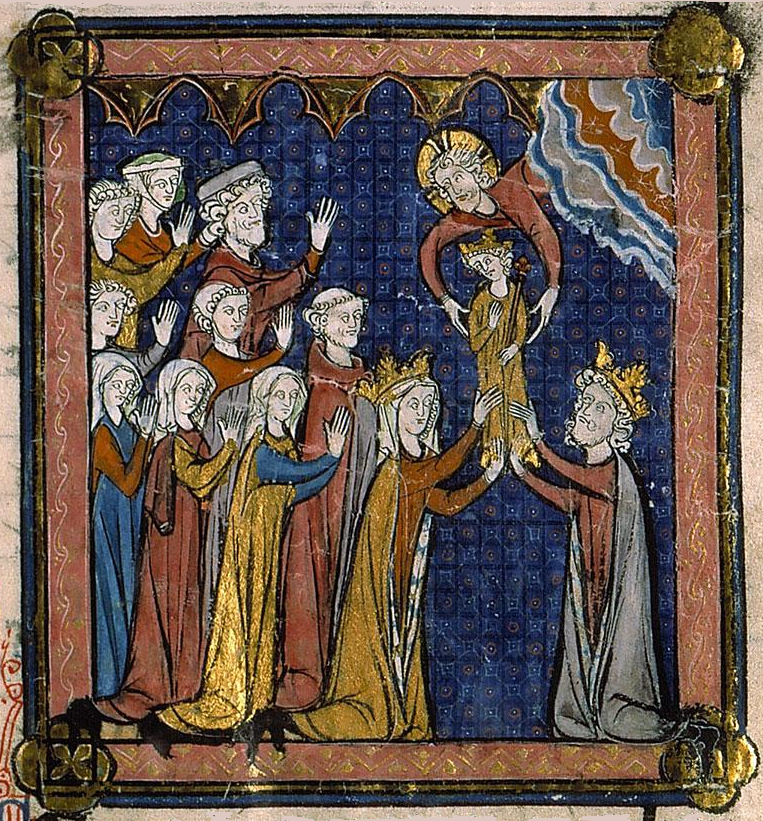
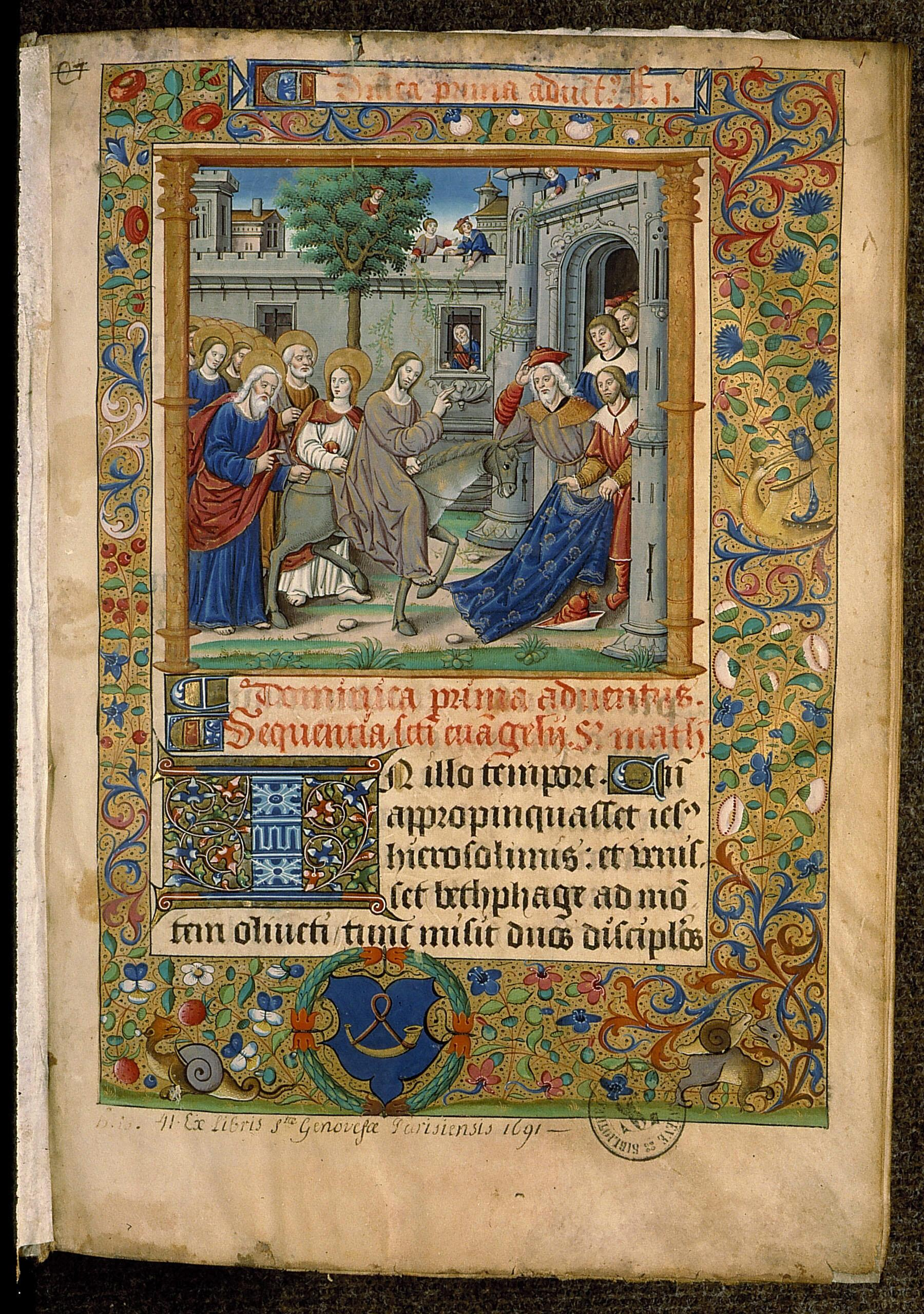
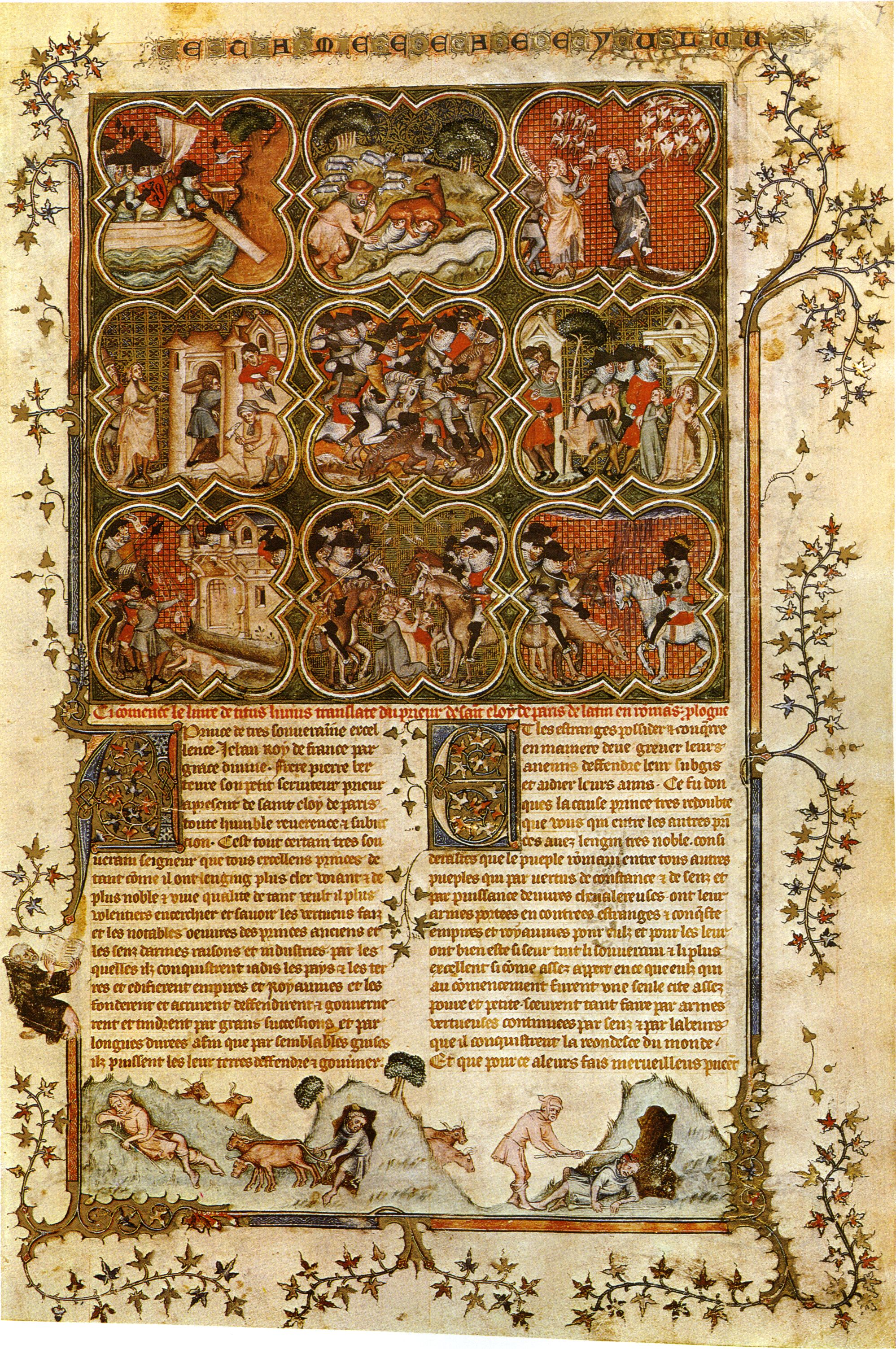